# Schloss Herringhausen

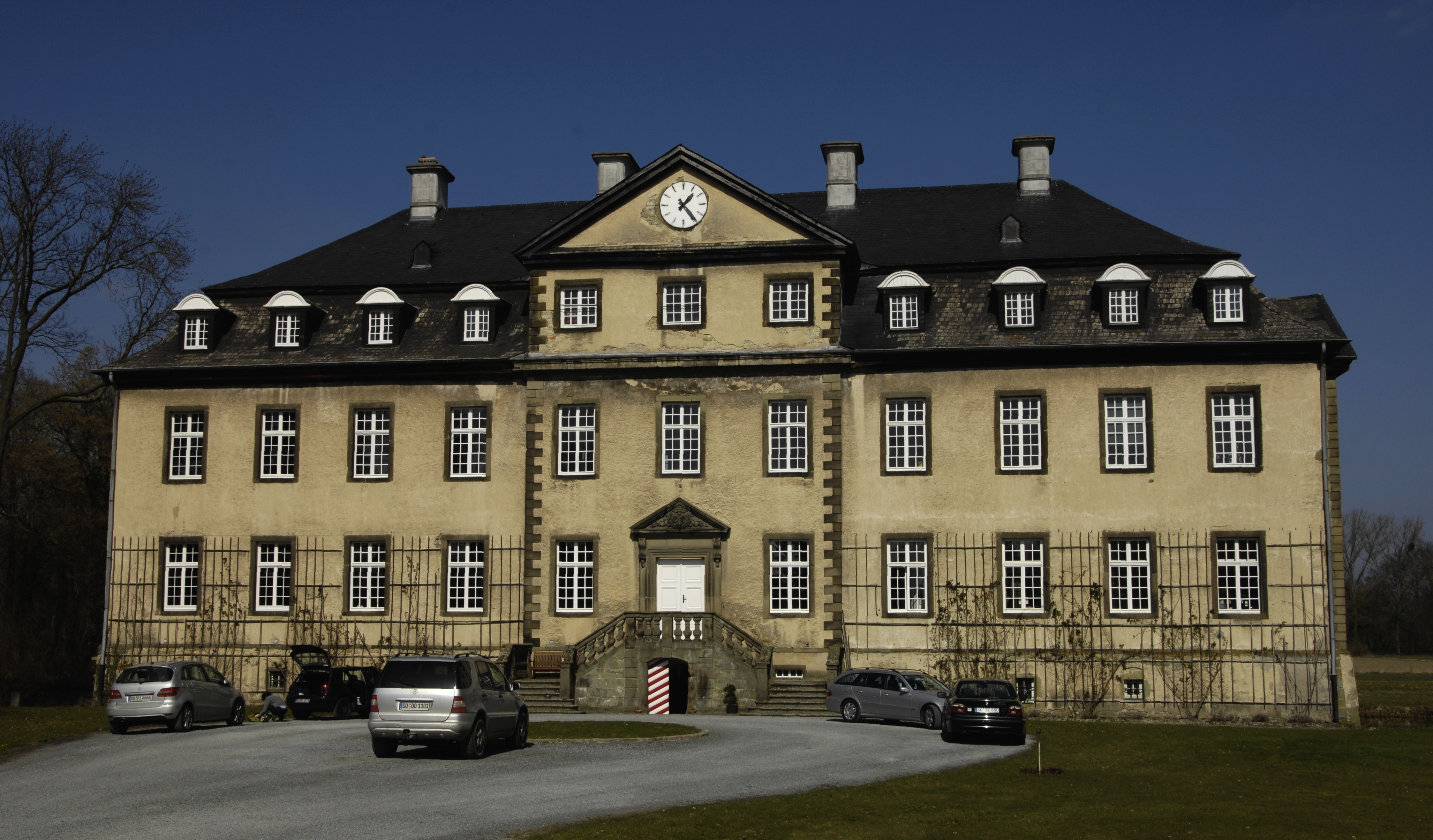
Schloss Herringhausen, Südfassade

Schloss Herringhausen ist ein Wasserschloss im gleichnamigen Stadtteil der Stadt Lippstadt in Nordrhein-Westfalen. Die heute noch vorhandene Anlage wurde zwischen 1720 und 1730 im Stil des Barocks erbaut.

## Geschichte

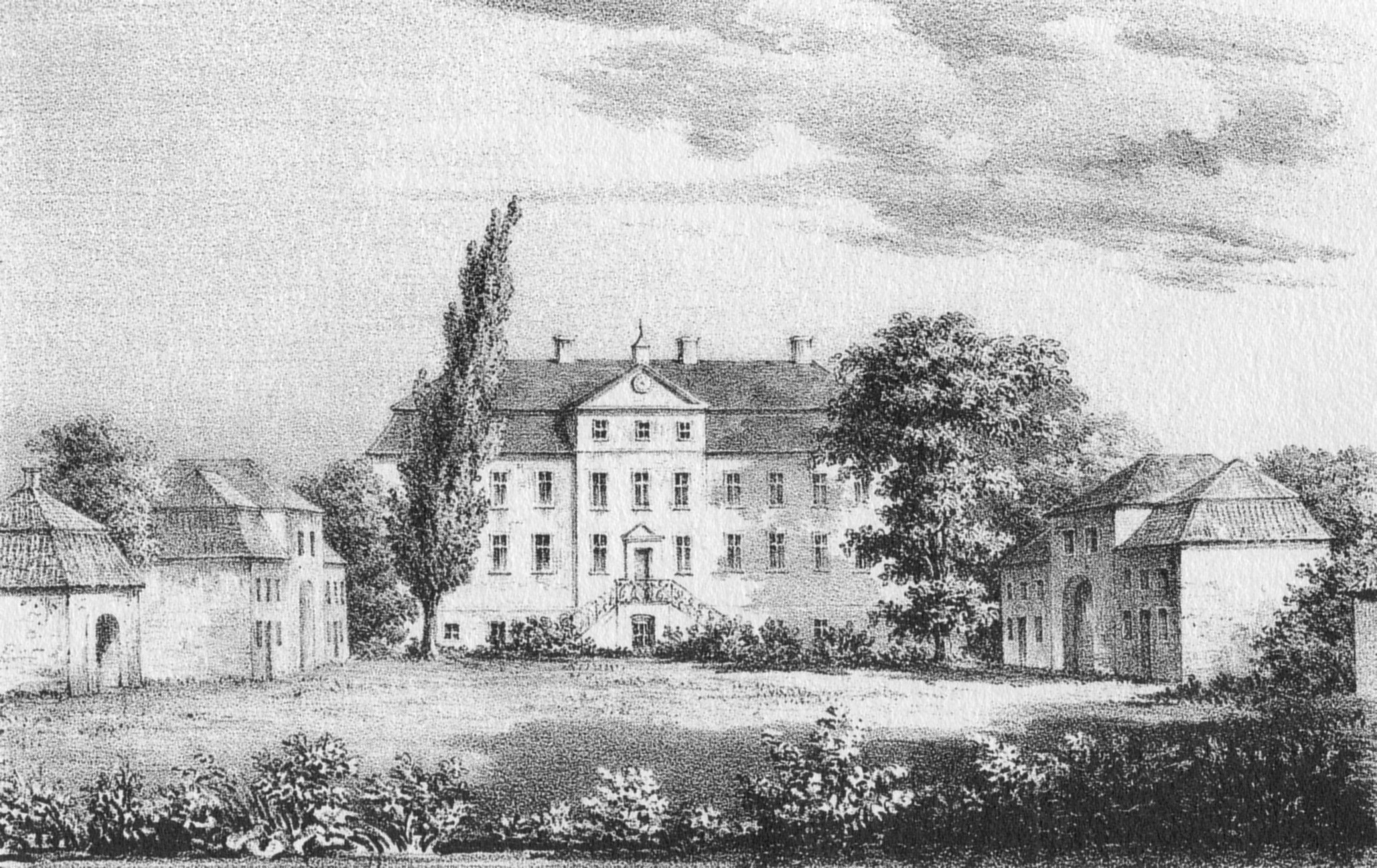
Lithografie des Schlosses von Philipp Herle, 1837–1840

Das Rittergut Herringhausen entstand im 16. Jahrhundert. Erster Besitzer war Rembert von Schorlemer aus dem westfälischen Adelsgeschlecht Schorlemer. Leopold Anton Wilhelm von Schorlemer begann 1720 mit dem Ausbau zu einer repräsentativen Schlossanlage. Dabei wurden wahrscheinlich Pläne des Architekten Justus Wehmer aus Hildesheim zu Grunde gelegt. Die eigentliche Ausführung lag zunächst in den Händen des Steinmetzen Bartholomäus Rabaliatti und ab 1722 bei Valentin Springer aus Tirol. Nach dem Tod von Schorlemer setzte sein Sohn Joseph Clemens von Schorlemer die Bautätigkeit fort.

## Anlage
Es entstand ein zweigeschossiges Herrenhaus mit Mansarddach, übergiebelten Mittelrisaliten und doppelläufiger Freitreppe. Im Inneren befinden sich wertvolle Stuckdecken und eine Bibliothek. Die Nebengebäude sind dem Herrenhaus symmetrisch zugeordnet. Im Süden sind zwei Pavillons vorgelagert. Die Anlage wird durch ein Torhaus abgeschlossen. Teile der Anlage werden von einer Gräfte umschlossen. Der größte Teil des Wassergrabens ist heute allerdings zugeschüttet.

## Nutzung
Der bekannteste Bewohner des Schlosses war im 19. Jahrhundert Burghard von Schorlemer-Alst. Das Schloss ist noch heute im Besitz der Freiherren von Schorlemer. Das Anwesen wird landwirtschaftlich genutzt. Zu dem Gut gehören 350 Hektar Land.